# Engadget
Engadget是一個關於消費電子產品的流行科技網誌與播客。該網誌曾贏得数個獎項。現時Engadget擁有九個不同網站，全都以各自的員工同時地運作，以各自的語言覆蓋全球不同地方的科技新聞。美國Engadget網站的新闻数量於2006年8月25日突破20000篇。

## 創立與成員
Engadget由前Gizmodo科技網誌編輯彼得·罗哈斯（Peter Rojas）所創立。Engadget是Weblogs, Inc.成員之一，一個擁有超過75個網誌的網誌網絡，其中包括了Autoblog與Joystiq，之前亦包括了Hack-A-Day。2005年Weblogs Inc.被AOL收購。Engadget的總編輯是Ryan Block。

## 網誌
自2004年3月開始，Engadget每天更新數次電子玩意與消費電子產品的文章。它亦張貼關於電子世界的流行小道消息，加上每週一次的播客Engadget Podcast，以覆蓋一週以來的科技與電子玩意的新聞及故事。
由其創立開始很多作家曾為Engadget、Engadget Mobile與Engadget hd寫作或寫稿，包括高知名度的Blogger、分析家與專業新聞記者。那些作家包括了Jason Calacanis、Paul Boutin、Phillip Torrone與Susan Mernit。
Engadget曾被提名多個獎項，包括2004年的Bloggie最佳科技網誌與2005年的Bloggie最佳電腦或科技與最佳團隊網誌；Engadget贏得了Weblog Awards的2004年與2005年最佳科技網誌。
Google的电子邮件服務Gmail與許多其他RSS閱讀器一樣，將Engadget加到預設的RSS饋送，最新的文章會顯示到所有用戶的電子郵箱頂部。
Engadget最开始时在其網站放置woot.com的廣告，為當時剛起步的小公司提供了一個龐大的客戶基礎。

## 語言
為了增加讀者人數該網誌數種語言擁有包括了西班牙語、日語與中文（繁體及簡體）、波蘭文、德文和韓文。內容主要為翻譯英文主站的文章為主。如該網誌不斷在世界各地增加名聲，語言的數量很有可能會增加。

### 中文（繁體）
Engadget在2005年7月1日與台灣FunMakr合作，開設Engadget繁體中文版。 後因經營問題，美國與台灣解約，现为 Engadget 中文版。
2023年6月2日，Engadget中文版宣佈會於同年6月30日起合併至母公司雅虎的網站旗下頁面。6月30日起，Engadget中文版被重定向到雅虎新闻的Yahoo Tech页面。

### 中文（简体）
Engadget简体版于2005年的10月1日开站，同时期也开通了Autoblog中文版。2021年11月1日，雅虎宣布停止一切面向中国大陆的服务，Engadget简体中文版停止更新并下线网站。

## 播客
Engadget的播客於2004年10月启动，由Phillip Torrone主持，一個Makezine的作家與網誌Make的資深編輯。他主持了22集播客直至Eric Rice接替。Eric Rice因其自己名為The Eric Rice Show的播客而聞名，同時他亦為Weblogs Inc.製作播客。Eric主持與製作4集播客直至該節目被Peter Rojas與Ryan Block接管。在兩人主持與製作(38集)約二十集Engadget雇用了播客製作人Randall Bennett，成為Engadget與Weblogs, Inc.的重要媒體製作人直至2006年5月。
該播客的討論話題為科技相關與該週科技世界所發生的事件。該節目一般每週一次，每次半到一小時，不過偶爾會被一些事件中斷，如每年一次的國際消費電子展(CES)與電子娛樂展覽(E3)，於事件發生時播客會每天廣播以覆蓋電子玩意的最新消息。最近的特別版播客為Engadget的lovecast與一個聽眾的語音信箱播客。
最近該播客受到贊助。作為對贊助商的回報會在節目中被提及。播客主持會放節目初、中段與結尾時提及贊助商。贊助商包括Best Buy、尼康與最近的嘉實多。
Engadget播客可以RSS饋送通過iTunes訂閱或可於該網站上選擇下載MP3、Ogg、AAC或m4b格式。m4b版本提供有關當前話題的圖像，可放iTunes或相容的播放器上顯示。

## 被盜用商標
2006年前期Engadget報導他們的名稱被馬來西亞吉隆坡一個購物中心中一間與其名字相似的店鋪所盗用而成為受害者。

## 讀者集會
Engadget於不同城市主持讀者集會，參加為完全免費而且會分發獎品。曾舉辦的地點包括冰島、荷蘭阿姆斯特丹、美國紐約、華盛頓、舊金山、西雅圖和波士頓。

## 編輯群

### 現時的資深編輯
- Peter Rojas
- Ryan Block
- Cyrus Farivar
- Evan Blass

### 投稿編輯
- Josh Fruhlinger
- Donald Melanson
- Paul Miller
- Darren Murph
- Thomas Ricker
- Chris Ziegler
- Ross Rubin
- Stan Horaczek
- Matt Burns
- Conrad Quilty-Harper
- Benjamin Heckendorn

### 前編輯
- Jason Calacanis
- Marc Perton
- Phillip Torrone

## 評論

### 侵犯版权
2006年3月一個關於數位音頻播放器的網站DAPreview聲稱Engadget使用了一張原為DAPreview所拍攝的照片並裁减掉了DAPreview的標誌來占为己用。Engadget的總編輯Ryan Block承認該照片确实曾遭複製與修剪，为此他做出了道歉并移除了这张图片。

## 外部連結
官方網站
- Engadget（页面存档备份，存于）（英文）
- Engadget 中文版（页面存档备份，存于）（繁體中文）
- Engadget 中國版（页面存档备份，存于）（简体中文）

相關或類似網站
- Gizmodo（页面存档备份，存于）